# Opañel
Opañel – stacja metra w Madrycie, na linii 6. Znajduje się w dzielnicy Carabanchel, w Madrycie i zlokalizowana jest pomiędzy stacjami Plaza Elíptica, Oporto. Została otwarta 7 maja 1981.